# First Touch Soccer
First Touch Soccer (FTS), más tarde seguido por Dream League Soccer, fue un juego que estuvo disponible en iOS y Android.
Fue desarrollado por los estudios británicos X2 Games y First Touch Games y se lanzó el 6 de mayo de 2011. Hubo tres ediciones oficiales cuales son: FTS 11, la primera versión solo disponible iOS; FTS 14, igual solo fue disponible para iOS, contaba con opción de multijugador; y FTS 15, la única versión y última lanzada para Android e iOS, añadiendo nuevas opciones, texturas, equipos y jugabilidad. Desde de 2015 no salió ninguna actualización y First Touch Games no habló del videojuego nunca más. Actualmente hay versiones editadas, dando equipos actualizados a las diferentes temporadas, texturas mejoradas, jugabilidad cómoda. Se añadió una nueva opción que son los multimarcadores que dan a elegir canales de televisión y marcadores para dar realismo y shaders que dan a elegir la iluminación.

## Recepción crítica
El juego tiene un índice de 90% en Metacritic, basado 8 revisiones de críticas.
AppSmile Dijo "El valor es excepcional, hay tanta abundancia de modos para mantenerte ocupados y un multiplayer modo para encontrar competición humana cuándo el IA justo no es lo suficiente". AppSpy Dijo "First Touch Soccer empuja el género de fútbol un poco más lejano en la App Store y mientras no puedan haber exactamente las mismas características de títulos de consola, este es un competidor superior en el campo ". PocketGamerUK Escribió "Con un aire de profesionalidad, First Touch Soccer entrega un experencia completa del fútbol, representando una marca de marea alta nueva para el género iPhone". AppGamer Dijo "pienso que esto es la mejor aplicación de fútbol/soccer que puedes conseguir facilmente en el momento". Multiplayer.it Escribió "First Touch Soccer es una secuela de X2 Fútbol con mejores graficos, mejor framerate (sólo en generación nueva iOS dispositivos) y una calidad en general aumentada; en €0.79/$0.99,  es un mosto  compra para seguidores de fútbol". Tap! Escribió "La alegría real aquí es el fluido gameplay. El juego está controlado sencillamente con un joystick para el movimiento y tres botones para atacar y actividades defensivas. Puedes también presionar dos veces lado derecho de la pantalla para lograr hacer algúnos movimientos especiales". Level7.nu Dijo el juego tiene "Un fútbol muy ambicioso juego con mucho contenido y grande gameplay".

## Secuelas
First Touch Soccer tiene tres secuelas, nombrados First Touch Soccer 2014, First Touch Soccer 2015.
First Touch Games posteriormente ha sacado los primeros títulos de First Touch Soccer y continúa centrándose en la franquicia de Dream League Soccer, el cual sigue un típico modelo libre de juego.